# Frederico Ferreira Silva
Frederico Ferreira Silva (18 de março de 1995) é um tenista português natural de Caldas da Rainha.
Em 2012 venceu o título de pares do US Open junior tendo como parceiro Kyle Edmund.
Frederico Silva foi também finalista no European Junior Championship de 2012 (U18 division). Tem como treinador Pedro Felner.